# Fricktal

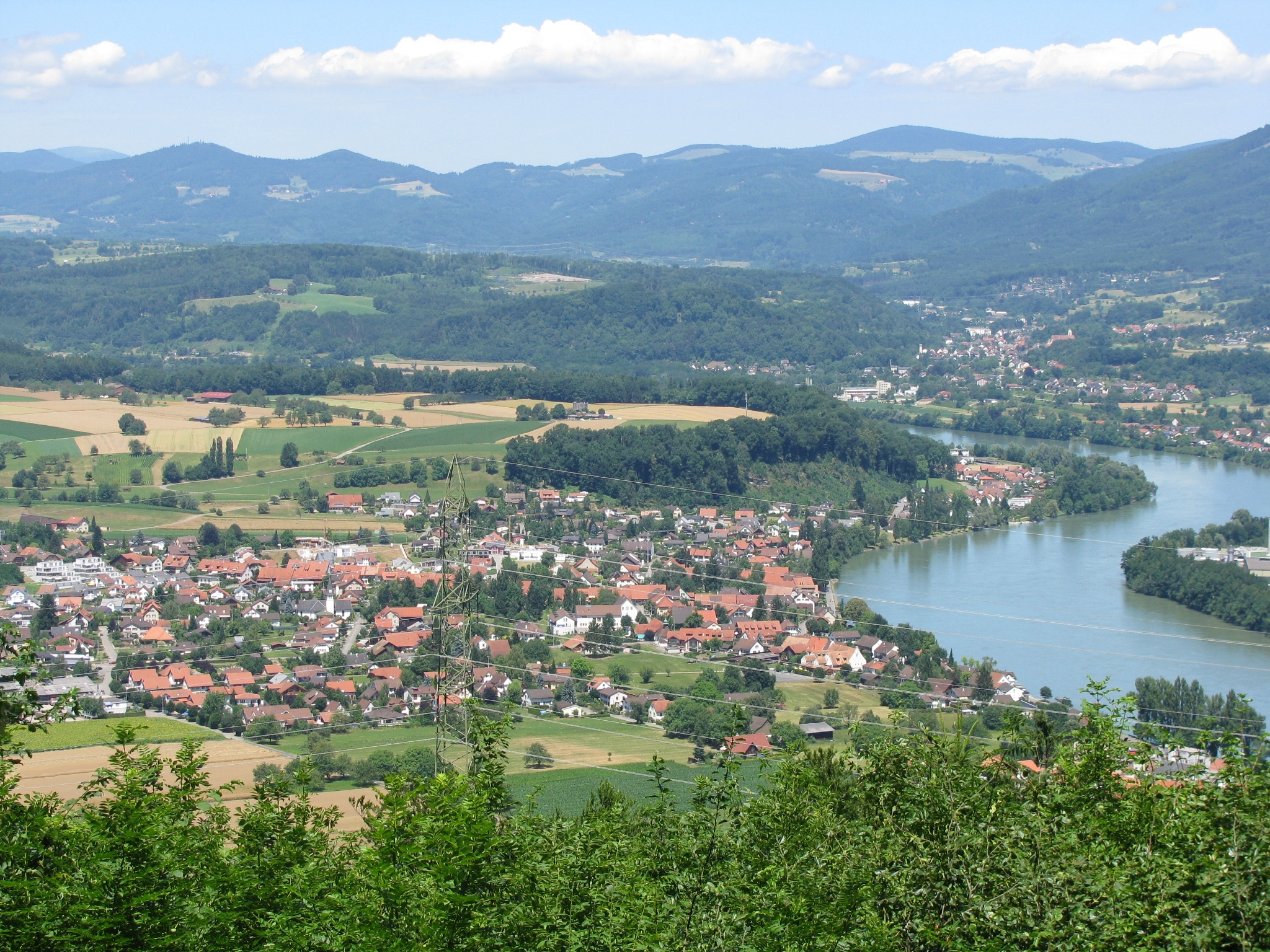
Wallbach nad Renem – miejscowość położona na północy Fricktal

Fricktal – dolina i region w północno-zachodniej Szwajcarii, na terenie kantonu Argowia, położony między Jurą a Renem, od wschodu graniczący z kompleksem miejskim Bazylei, od południa z Aarau. Zajmuje obszar dystryktów Laufenburg oraz Rheinfelden. Główne miejscowości regionu to: Rheinfelden, Möhlin, Stein, Frick i Laufenburg.